# Campaña del Pacífico (Intervención estadounidense en México)

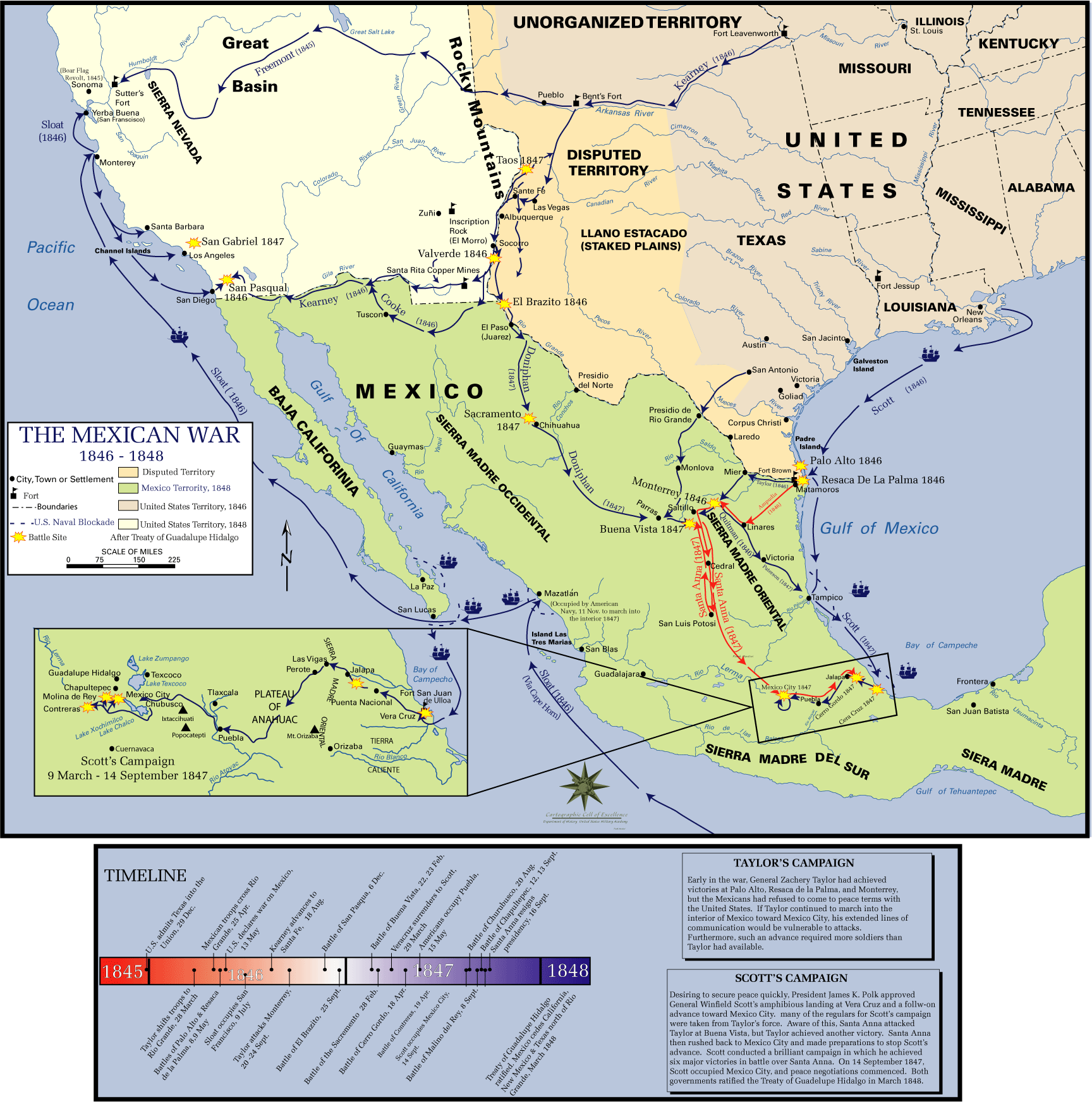
Descripción general de la guerra, incluidos los compromisos de la Campaña del Pacífico.

La Campaña del Pacífico (en Inglés: Pacific Coast Campaign) se refiere a las operaciones navales de los Estados Unidos contra objetivos a lo largo de la costa del Pacífico de México durante la Intervención estadounidense en México. Se excluyen los compromisos de la Campaña de California en áreas de Las Californias al norte de la península de California. El objetivo de la campaña era asegurar la península de Baja California en México y bloquear/capturar los puertos de la costa oeste de México, especialmente Mazatlán, un importante puerto de entrada para los suministros importados. La resistencia de las fuerzas mexicanas al norte en el área de Los Ángeles y la falta de barcos, soldados y apoyo logístico impidieron una pronta ocupación de la península y los puertos marítimos de la costa oeste de México. La Marina de los EE. UU. intentó bloquear los puertos tres veces antes de poder bloquearlos u ocuparlos con éxito.
Después de una fácil ocupación inicial y la capitulación de La Paz por parte del gobernador, el coronel Francisco Palacios Miranda, los residentes leales se reunieron declararon a Miranda traidor y se rebelaron. Bajo un nuevo gobernador Mauricio Castro Cota, y luego bajo el liderazgo de Manuel Pineda Muñoz (quien defendió a Mulegé de los desembarcos estadounidenses), los leales intentaron expulsar a los estadounidenses de La Paz y San José del Cabo. Pineda finalmente fue capturado y el ejército mexicano al mando de Cota finalmente fue derrotado en Todos los Santos, pero solo después del Tratado de Guadalupe Hidalgo que puso fin a la guerra devolvió las regiones capturadas al sur de San Diego a México.

## Primer Bloqueo
Después de la campaña de julio a agosto de 1846 dirigida por el Comandante del Escuadrón del Pacífico de la Marina de los EE. UU., el comodoro Robert F. Stockton proclamó el control de los Estados Unidos de las regiones del norte de Las Californias (conocidas por separado antes de 1836 como Alta California), el 17 de agosto de 1846. El 19 de agosto, el comandante Stockton ordenó a Joseph B. Hull, comandante del USS Warren, bloquear Mazatlán. Samuel F. Dupont, comandante de la balandra de guerra de segunda clase Cyane, recibió la orden de bloquear San Blas (a 125 millas al sur de Mazatlán), Stockton tenía la intención de tomar el control de Acapulco y utilizarlo como base para una expedición conjunta del Ejército y la Armada en México. El 2 de septiembre de 1846, el Cyane capturó dos barcos mexicanos en el puerto y luego un grupo de desembarco instaló 34 cañones en el puerto de San Blas, El 7 de septiembre, Warren se apoderó del bergantín mexicano Malek Adhel en Mazatlán. En una proclamación del 17 de agosto, Stockton había reclamado el control estadounidense de la península de Baja California. Para cumplir con este reclamo, el comandante Dupont luego navegó hacia el norte a La Paz (en el Golfo de California), se apoderó de nueve pequeños barcos de pesca de perlas y obtuvo una promesa de neutralidad del coronel Francisco Palacios Miranda, gobernador de Baja California. El 1 de octubre, el Cyane se apoderó de dos goletas en Loreto (150 millas al norte de La Paz). El 7 de octubre, el Cyane bombardeó Guaymas en tierra firme después de que el coronel Antonio Campazano se negara a entregarlo. Un grupo de abordaje del Cyane se apoderó del bergantín Condor en ese puerto pero al encontrarlo inservible, lo quemó. La revuelta de los californianos en Los Ángeles (27 de septiembre de 1846) impidió el reabastecimiento y reemplazo de la fuerza de bloqueo que no podía mantenerse en pie sin ellos. Cuando llegó la noticia de la revuelta, Warren se fue a San Francisco. El 13 de noviembre, el Cyane siguió poniendo fin al primer bloqueo de la costa oeste de México después de unas cuatro semanas.

## Segundo Bloqueo y Ocupación de Baja California
El 24 de diciembre de 1846, el Secretario de Marina John Y. Mason ordenó a Stockton que impusiera un bloqueo efectivo en la costa oeste de México. Su objeto era evitar que el enemigo obtuviera municiones y otros suministros y posibilitar el desembarco de soldados estadounidenses. La Batalla de La Mesa del 9 de enero de 1847 fue la última resistencia armada a la conquista de California por los Estados Unidos. 
La conquista y anexión de fue confirmada con la firma del Tratado de Cahuenga por el Teniente Coronel del Ejército de los EE. UU. John C. Frémont y el General mexicano Andrés Pico el 13 de enero de 1847 con el destino de California resuelto, el 11 de enero de 1847, el Secretario de guerra William L. Marcy, instruyó al general Stephen Watts Kearny, al mando de las fuerzas del ejército en California, para que hiciera que el control estadounidense sobre las Californias fuera tan seguro que nadie pudiera desafiarlo con éxito, Sin embargo en ese momento Kearny solo tenía una compañía de tropas (unos 100 hombres) y esperaba refuerzos. El 3 de febrero, el comodoro Stockton en San Diego, ordenó al comandante John B. Montgomery en el Portsmouth, restablecer el bloqueo en Mazatlán y izar la bandera de los Estados Unidos en San José del Cabo, La Paz, Pichilinque y Loreto. Sin embargo, la resistencia a los estadounidenses estaba surgiendo en la región. El 15 de febrero, una reunión del consejo en Santa Anita (a 20 millas al norte de San José del Cabo) declaró traidor al gobernador Miranda y nombró a Mauricio Castro Cota de San José del Cabo como sucesor. Cota luego intentó levantar una compañía de voluntarios, pero sin éxito, El 17 de febrero, Montgomery impuso un bloqueo a Mazatlán, a pesar de las objeciones británicas. Montgomery luego navegó hacia la península de Baja California, apoderándose de San José del Cabo y San Lucas, pero sin fuerzas suficientes no estableció guarniciones allí. El 14 de abril, Montgomery aceptó la rendición de La Paz por parte del coronel Miranda. Los artículos de capitulación otorgaron, a los residentes de Baja California que aceptaron los términos los derechos de los ciudadanos de los Estados Unidos junto con la retención de sus propios funcionarios y leyes.
Afortunadamente para Kearny, los medios para ocupar Baja California Sur llegaron a San Francisco en marzo y abril, con el 1er Regimiento de Voluntarios de Nueva York. Actuando bajo instrucciones de bloqueo emitidas por el nuevo comandante del Escuadrón del Pacífico, el comodoro James Biddle, el comodoro William Shubrick en el Independence, con el Cyane el 26 de abril relevó a Montgomery y al Portsmouth y reanudó el bloqueo de Mazatlán el 27 de abril de 1847. El 30 de mayo, el General Kearny envió al Teniente Coronel del Ejército de los EE. UU. Henry S. Burton, con las Compañías A y B de los Voluntarios de Nueva York a La Paz en el buque almacén Lexington. Burton tomaría posesión de esa parte de la península y defendería las leyes de los Estados Unidos. El 15 de julio desembarcaron en La Paz 115 Voluntarios de Nueva York. Burton restableció el gobierno civil con la condición de que permaneciera leal a los Estados Unidos. Los paceños, por su parte, agasajaron a los Voluntarios. El 3 de junio, después de que el Independence partiera hacia San Francisco, el Cyane era el único buque de guerra de la Marina de los EE. UU. en la costa oeste de México. Para brindar a los amistosos habitantes de La Paz y San José del Cabo una apariencia de protección, el Comandante Dupont navegó el Cyane de ida y vuelta entre San José del Cabo y Mazatlán, lo que rompió el bloqueo. Al encontrarse con los Cyane en San José del Cabo el 20 de junio, Montgomery en el Portsmouth, se dio cuenta de que Mazatlán estaba abierto al comercio. Después de consultar con Dupont, Montgomery regresó el 28 de junio a San Francisco para pedirle instrucciones a Biddle mientras el Cyane navegaba hacia Hawái en busca de suministros, El segundo bloqueo había fracasado.

## Tercer Bloqueo, Revueltas en Baja California
Mientras al norte de La Paz, en Loreto y Mulegé, el cura local Gabriel González Pereyra de Todos Santos y el padre Vicente Sotomayor de Comondú incitaban a los rancheros a unirse a la resistencia a los americanos, A fines de septiembre el capitán Manuel Pineda, del ejército mexicano llegó a Mulegé con oficiales y soldados de Guaymas y comenzó a reclutar rancheros para su mando. El 10 de agosto de 1847, el Comodoro Shubrick de la Marina de los EE. UU. había sucedido al Comodoro Biddle al mando del Escuadrón del Pacífico. Sus primeras órdenes fueron enviar la fragata Congreso con las balandras de guerra USS Dale y USS Portsmouth para iniciar un nuevo bloqueo de Mazatlán, Guaymas y San Blas. El 2 de octubre, las fuerzas de resistencia mexicanas y locales dirigidas por el Capitán Pineda impidieron que un destacamento de fuerzas estadounidenses del USS Dale capturara el pequeño puerto de Mulegé. Esto alertó a los estadounidenses de la grave revuelta que se estaba gestando. El 19 de octubre la amenaza de bombardeo del fuerte y ciudad de Guaymas por parte del Capitán Elie A. F. La Vallette con el USS Congress y la balandra USS Portsmouth llevó a una evacuación secreta de la guarnición mexicana y la artillería de la fortaleza en la noche del 19 de noviembre por parte del Coronel Antonio Campuzano. Tras el bombardeo matutino del fuerte y la ciudad, La Vallette desembarco para tomar posesión y encontrar la ciudad abandonada por sus defensores y la mayor parte de su población. El 11 de noviembre de 1847, un gran grupo de desembarco del Escuadrón del Pacífico capturó Mazatlán sin disparar un tiro. 
El 19 y 20 de noviembre de 1847, una fuerza terrestre que cooperó con una fuerza de desembarco luchó contra la Escaramuza de Palos Prietos y la reñida Escaramuza de Urías para romper el estrecho bloqueo de la ciudad por parte del comandante mexicano. Posteriormente, detrás de las obras defensivas diseñadas por Henry Wager Halleck defendidas por una guarnición de 400 hombres, la ciudad permaneció en manos estadounidenses durante el resto de la guerra, con solo unas pocas escaramuzas menores con las fuerzas mexicanas en las cercanías. Mientras tanto en Baja California Sur, el 16 de noviembre, las fuerzas de resistencia mexicanas al mando de Pineda descendieron sobre La Paz, atacando a la guarnición estadounidense y a los locales proestadounidenses, pero fueron rechazados. Al día siguiente en Guaymas, el coronel Campuzano intentó volver a ocupar Guaymas pero fue rechazado por un grupo de desembarco de marineros e infantes de marina al mando del teniente W.T. Smith, apoyado por los cañones del USS Dale. Los días 20 y 21 de noviembre, las fuerzas de resistencia locales al mando de José Antonio Mijares fueron derrotadas en su intento de capturar San José del Cabo de la guarnición estadounidense y la milicia proestadounidense, Del 27 de noviembre al 8 de diciembre Manuel Pineda sitió La Paz finalizando con una victoria estadounidense, cuando se supo la llegada del USS Cyane a San José del Cabo desde el bloqueo de San Blas. El 11 de enero de 1848, un grupo de desembarco de la barca USS Whiton al mando del teniente Frederick Chatard, capturó el fuerte costero de San Blas y se llevó dos piezas de artillería y dos goletas, una perteneciente a la aduana. Sin fuerzas suficiente para defenderlo y el puerto quedó indefenso, no se llevó a cabo ninguna ocupación estadounidense de la ciudad.
Una semana después, el 18 de enero, el teniente Chatard desembarcó un pequeño grupo en Manzanillo y disparó tres cañones grandes defendiendo el puerto, dejándolo indefenso. Del 22 al 15 de febrero, las fuerzas del Capitán Pineda sitiaron San José del Cabo, con la guarnición casi muerta de hambre y sin agua, el sitio fue relevado cuando llegó el USS Cyane con una fuerza de relevo al mando del Capitán Seymour G. Steele y con parte de la guarnición al mando, Aún que el Teniente Charles Heywood derrotó a Pineda rompiendo el cerco. Poco después el Teniente Coronel Henry S. Burton marchó contra Pineda, lo sorprendió y lo capturó en San Antonio. Burton luego marchó a Todos Santos donde el Las fuerzas mexicanas restantes se reunieron bajo el mando del gobernador Cota. El 31 de marzo, en la Escaramuza de Todos Santos, Burton derrotó a Cota y disolvió las fuerzas mexicanas restantes, después de que ya se había firmado el Tratado de Guadalupe Hidalgo pero antes de que le llegara la noticia de la tregua del 6 de marzo.